# Constitution de la Namibie
Lire en ligne

Consulter en ligne

La Constitution de la République de Namibie (en anglais : Constitution of Republic of Namibia) est la loi fondamentale de Namibie. Elle est adoptée en février 1990, un mois avant l'indépendance de la Namibie de l'Afrique du Sud alors sous apartheid, par l’Assemblée constituante.

## Amendements

### Procédure
Les amendements à la constitution namibienne sont régis notamment par les articles 1 et 132 de la Constitution. L'article 1 prévoit qu'aucun amendement ne peut être apporté aux dispositions relatives aux droits fondamentaux et aux droits de l'homme. L'article 132, quant à lui, prévoit qu'une modification doit pour entrer en vigueur être approuvée aux deux tiers par les deux chambres du pays, soit l'Assemblée nationale et le Conseil national. Dans le cas où cette majorité aux deux tiers ne peut être obtenue au Conseil national, le président peut convoquer un référendum où l'amendement proposé doit obtenir les deux tiers des voix.  

### Modifications apportées
En 1998, sous la présidence de Sam Nujoma, un premier amendement à la Constitution est apporté visant à autoriser que le président de la république puisse effectuer un troisième mandat. La suppression pure et simple du nombre de mandats maximal était au début anticipée, mais un compromis visant à limiter à trois le nombre de mandats a plutôt été choisi. 
Un deuxième amendement est voté en 2010, sous Hifikepunye Pohamba, visant à modifier notamment la loi sur la citoyenneté namibienne. 
Les plus importantes modifications surviennent cependant en 2014 alors que plusieurs dispositions constitutionnelles sont modifiées, toujours sous Hifikepunye Pohamba. Les plus notables visent :  
- Augmentation du nombre de députés élus à l'Assemblée nationale, passant de 72 à 96
- Augmentation du nombre de députés nommés par le président à l'Assemblée nationale, passant de six à huit ; ainsi, le nombre total de députés à l'assemblée passe de 78 à 104
- Augmentation du nombre de sièges au Conseil national passant de deux sièges par région à trois sièges ; ainsi au lieu de 26 sièges pour 13 régions, le nombre augmente à 42 sièges pour 14 régions
- Création de la fonction de vice-président de la république

L'introduction d'un seuil électoral de 5 % et le droit de vote pour les députés nommés par le président étaient initialement proposés à titre d'amendements en 2014, mais sont finalement rejetés par le premier ministre.